# Джеймс Грейди
Джеймс Томас Грейди (на английски: James Grady) е американски журналист и писател на трилъри и шпионски романи.

## Биография
Джеймс Грейди е роден на 30 април 1949 г. в Шелби, Монтана, САЩ. Шелби е малко железопътно и фермерско градче в прерията (3 – 4000 жит.), близо до петролно находище, на 100 км източно от Скалистите планини, и на половин час път с кола на юг от Канада. Баща му е управител на киносалони, а майка му библиотекарка, което му дава възможност да чете много книги и да гледа по няколко филма седмично. Пише още от малък, но всичките му творения са отхвърлени. „Събрах достатъчно откази от списанията за моите разкази и стихотворения, за да запаля огън.“ – казва авторът.
След завършване на държавното училище работи като гробар, тракторист, сенокосач, портиер, кинооператор, пътен работник. Започва да учи журналистика в Университета в Монтана в Мизула, който завършва през 1974 г. Докато учи работи през 1971 г. като помощник в Конституционната комисия, която променя Конституцията на Монтана, а впоследствие и като анализатор на младежката престъпност.
През 1974 г., докато живее в преустроен гараж в Мизула, издава шпионския роман „Шестте дни на Кондора“. През лятото на същата печели едногодишна стипендия на „Sears & Roebuck Foundation“ за работа във Вашингтонския офис на сенатора демократ Лий Меткалф от Монтана, като още тогава знае, че ще има импийчмънт срещу Ричард Никсън. После се връща в Монтана и става ляв активист, особено срещу войната във Виетнам и военното участие на САЩ. Получава втора стипендия за работа във федералната столица и там среща разследващия журналист Джак Андерсън. Работи повече от четири години за него по теми и случаи от политиката, престъпността, трафика на наркотици, висшите офицери от армията, шпионажа ... и всяка друга история, която може да получи. Напуска Андерсън, за да се концентрира върху работата си в литературата и филмите.
Работата по романите го среща с бъдещата му съпруга Бони Голдщайн през 1981 г., която е била частен детектив, сътрудник на Сената, продуцент и писател, както и политик на годината на списание „Woman Up“. След четири години се женят. Имат две деца: дъщеря Рейчъл Грейди – режисьор на документалния филм „Jesus Camp“ (номиниран за „Оскар“), и син Натан Грейди – студент в Сан Франциско. Живеят в тихо предградие на Вашингтон, окръг Колумбия. В свободното си време от проектите на Холивуд и писането на романи, Грейди посвещава на къщата си, проучване на Тай-чи, плуване, кино и слушане на прогресив рок.

## Творчество
Джеймс Грейди започва кариерата си като писател с публикуването през 1974 г. на международния бестселър „Шестте дни на кондора“. Романът е адаптиран през 1975 г. във филма „Трите дни на Кондора“ от Сидни Полак, с участието на Робърт Редфорд и Фей Дънауей. Оттогава той публикува постоянно криминални и шпионски трилъри. От 1980 г. започва да пише и разкази.
Работи за киното и телевизията на Холивуд като пише сценарии за HBO, CBS, FX, Стивън Канел, и Джон Ву. Работи и с Джордж Пелекано, който му е приятел и съсед.
За кинопроизводството Грейди казва: „Създателите на филми обожават героите и негодниците, щастливия развой на събитията, ясното разграничение между добро и зло, а проблемите на моралната двойственост често стават причината, поради която шпионите не са точно пресъздадени... Опитът да се предаде на публиката дадена история сред пролятата кръв и откритите рани на политиката е доста рискована работа за финансовия успех на даден филм, така че по-голямата част от шпионските филми в действителност създава нереалистична представа за полицейските филми като цяло.“
Романът му „Град на сенките“ е написан след журналистическо разследване на автора на скандала „Уотъргейт“.
Носител е на няколко награди: номинация за „Edgar“, „Grand Prix Du Roman Noir“-Франция (2001), „Raymond Chandler“-Италия (2004), японската литературна награда „Baka-Misu“ (2008) за „Бесни кучета“, наградата за изключителни възпитаници на Университета на Монтана (2012).
Вестник „The Daily Telegraph“ го включва в списъка „50 автори, които трябва да прочетете преди да умрете“.

## Произведения

### Серия „Кондора“ (Condor)
1. Six Days of the Condor (1974)
Шестте дни на Кондора, изд. „Атика“ (1992, 1996), прев. Милена Григорова
Шестте дни на Кондора, изд. „СББ Медиа“ (2016), прев. Милена Григорова
2. Shadow of the Condor (1975)
Сянката на Кондора, изд. „Атика“ (1992), прев. Владимир Германов
3. Last Days of the Condor (2015)

- Next Day of the Condor (2015) – разказ

### Серия „Джон Ранкин“ (John Rankin)
1. Runner in the Street (1984)
2. Hard Bargains (1985)

### Серия „Девлин Рурк“ (Devlin Rourke)
1. Razor Game (1985)
2. Just a Shot Away (1987)

### Самостоятелни романи
- The Great Pebble Affair (1976), под псевдонима Брит Шелби
- Catch the Wind (1980)
- Steeltown (1988)
- River of Darkness (1991)
Реката на мрака, изд. „Компас“ (1997), прев. Георги Димитров
- Thunder (1994)
Удар в мрака, изд. „Компас“ (1996, 1999), прев. Тинко Трифонов
- White Flame (1996)
Брутално: Студена светлина, изд.: ИК „Бард“, София (1997), прев. Крум Бъчваров
- Град на сенките, City of Shadows (2000), под псевдонима Джеймс Далтон
- Mad Dogs (2006)
Бесни кучета, изд.: ИК „Бард“, София (2006), прев. Петко Петков
- The Nature of the Game (2011)

### Участие в общи серии с други писатели

#### Серия „Харолд Мидълтън“ (Harold Middleton)
1. The Chopin Manuscript (2008) – Джефри Дивър, Дейвид Хюсън, Джоузеф Файндър, С. Джей Роузан, Ерика Спиндлър, Джон Рамзи Милър, Дейвид Корбет, Джон Гилстрап, Джим Фусили, Питър Шпигелман, Ралф Пезуло, Лайза Скоталайн, П. Дж. Париш, Лий Чайлд
Ръкописът на Шопен, изд.: ИК „Бард“, София (2010), прев. Елена Чизмарова

от серията има още 1 роман от различни автори

### Разкази и новели
- The Dark Sacred Night
- Broken Heroes
- Kiss The Sky – финалист в конкурса за наградата „Едгар“
- The Devil’s Playground
- OMJAGOD
- The Devil’s Playground (1988)
- The Train (1988), първо място на конкурса на списание „Regardie“
- The Arranger (1989), второ място на конкурса на списание „Regardie“
- The Championship Of Nowhere (2002)
- The Bottom Line (2006)
- condor.net (2011)
- This Given Sky (2011)
- Destiny City (2012)

### Документални
- Introduction to archaeology (1982) – с Джеймс Дж. Хестър
- Radical Daze: Snap Shots from the University of Montana movement Circa (1966 – 1972)